# کوزه‌شیپوری زرد
کوزه‌شیپوری زرد (نام علمی: Sarracenia flava)، گیاهی گوشت‌خوار از خانواده شیپوری‌کوزگان است. مانند همه شیپوری‌کوزگان، بومی دنیای جدید است. دامنه آن از جنوب آلاباما، از طریق فلوریدا و جورجیا، تا دشت‌های ساحلی جنوب ویرجینیا، کارولینای شمالی و کارولینای جنوبی گسترش می‌یابد. همچنین جمعیت در پیمونت، شهرستان مندوسینو، کالیفرنیا و کوه‌های کارولینای شمالی وجود دارد.

## توصیف
مانند سایر اعضای جنس کوزه‌شیپوری، کوزه‌شیپوری زرد حشرات را با استفاده از یک برگ نورد شده به دام می‌اندازد، که در این گونه به رنگ زرد جذاب است و ارتفاع آن به بیش از یک متر نیز می‌رسد (اگرچه ۵۰ سانتی‌متر معمول‌تر است).
قسمت بالایی برگ به یک کلاهک باز می‌شود که از ورود باران اضافی به داخل پارچ و رقیق شدن ترشحات گوارشی داخل آن جلوگیری می‌کند. نواحی بالایی پارچ با کرک‌های کوتاه، سفت و رو به پایین پوشیده شده است، که برای هدایت حشرات در قسمت های بالایی برگ به سمت دهانه لوله پارچ قرار می‌گیرد. نواحی بالایی نیز دارای طرح‌های درخشان با نشانه‌های آنتوسیانین گل‌مانند هستند، به‌ویژه در جوره‌های کوزه‌شیپوری زرد جوره روجلی و کوزه‌شیپوری زرد جوره اورناتا، این نشانه‌ها برای جذب طعمه حشرات نیز مفید است.
دهانه لوله پارچ به‌صورت یک «نکتار رول» یا پریستوم (Peristome) که سطح آن با غدد ترشح‌کننده شهد پوشانده شده است، برگشت داده می‌شود. شهد نه تنها حاوی قند است، بلکه حاوی آلکالوئید کونین (سمی که در شوکران نیز یافت می‌شود) نیز می‌باشد که احتمالاً طعمه را مسموم می‌کند. طعمه‌هایی که وارد لوله می‌شوند متوجه می‌شوند که پایه آنها به دلیل ترشحات صاف و مومی شکل موجود در سطوح قسمت بالایی لوله بسیار نامشخص است. حشراتی که جا پای خود را روی این سطح از دست می‌دهند به پایین لوله سقوط می‌کنند، جایی که ترکیبی از مایع گوارشی، عوامل مرطوب‌کننده و موهای رو به داخل مانع از فرار آنها می‌شود. گزارش شده است که برخی از حشرات بزرگ (مانند زنبورها) با جویدن راه خود از طریق دیواره لوله از پارچ‌ها فرار می‌کنند.
در بهار این گیاه گل‌های بزرگی با تقارن ۵ برابری تولید می‌کند. گلبرگ‌های زرد بلند و بندمانند هستند و بر روی چترمانند گل آویزان هستند که در انتهای یک پرده ۵۰ سانتی‌متری وارونه نگه داشته می‌شوند. کلاله گل در نوک آن دیده می‌شود. از "پره‌های" این چتر.
در اواخر تابستان و پاییز، گیاه تولید برگ‌های گوشت‌خوار را متوقف می‌کند و در عوض برگینه مسطح و غیرگوشت‌خوار تولید می‌کند. این احتمالاً سازگاری با نور کم و کمبود حشرات در طول ماه‌های زمستان است و هزینه گوشت‌خواری را به‌وضوح نشان می‌دهد.

## گرده‌افشانی
حشرات گرده‌افشان عموماً از بالا وارد گل می‌شوند و به زور وارد حفره بین گلبرگ‌ها و چتر می‌شوند و در حین ورود گرده‌هایی که حمل می‌کنند روی کلاله‌ها رسوب می‌کنند. گرده‌افشان‌ها عموماً با بالا بردن گلبرگ از گل خارج می‌شوند، زیرا با گرده‌های خود گیاه گردگیری شده‌اند. این سیستم یک طرفه به اطمینان از گرده‌افشانی متقابل کمک می‌کند.

## کاربرد
کوزه‌شیپوری زرد به راحتی قابل کشت است و یکی از محبوب‌ترین گیاهان گوشت‌خوار در باغبانی است. کوزه‌شیپوری زرد به راحتی با سایر اعضای جنس کوزه‌شیپوری دورگه می‌شود: دورگه‌های کوزه‌شیپوری کتسبی (catesbaei) از تلاقی کوزه‌شیپوری زرد و کوزه‌شیپوری ارغوانی، کوزه‌شیپوری موری (moorei) از تلاقی کوزه‌شیپوری زرد و کوزه‌شیپوری سفید در طبیعت یافت می‌شوند، همچنین در بین مجموعه‌داران محبوب هستند.

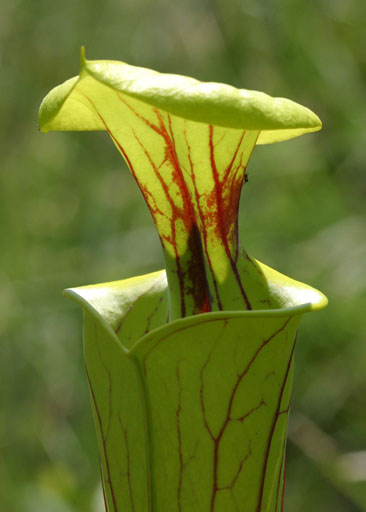
دهانه کوزه با کلاهک
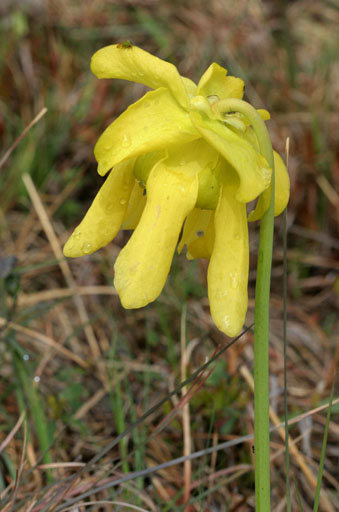
گل کوزه‌شیپوری زرد
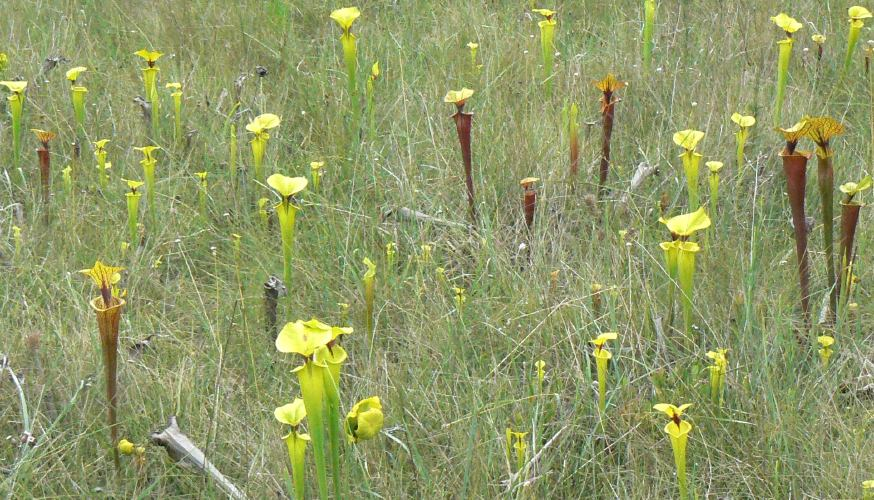
یک "چمن‌زار  کوزه‌شیپوری" در فلوریدا، با انواع مختلف کوزه‌شیپوری زرد جوره روجلی، جوره ارناتا و جوره روبریکورپورا
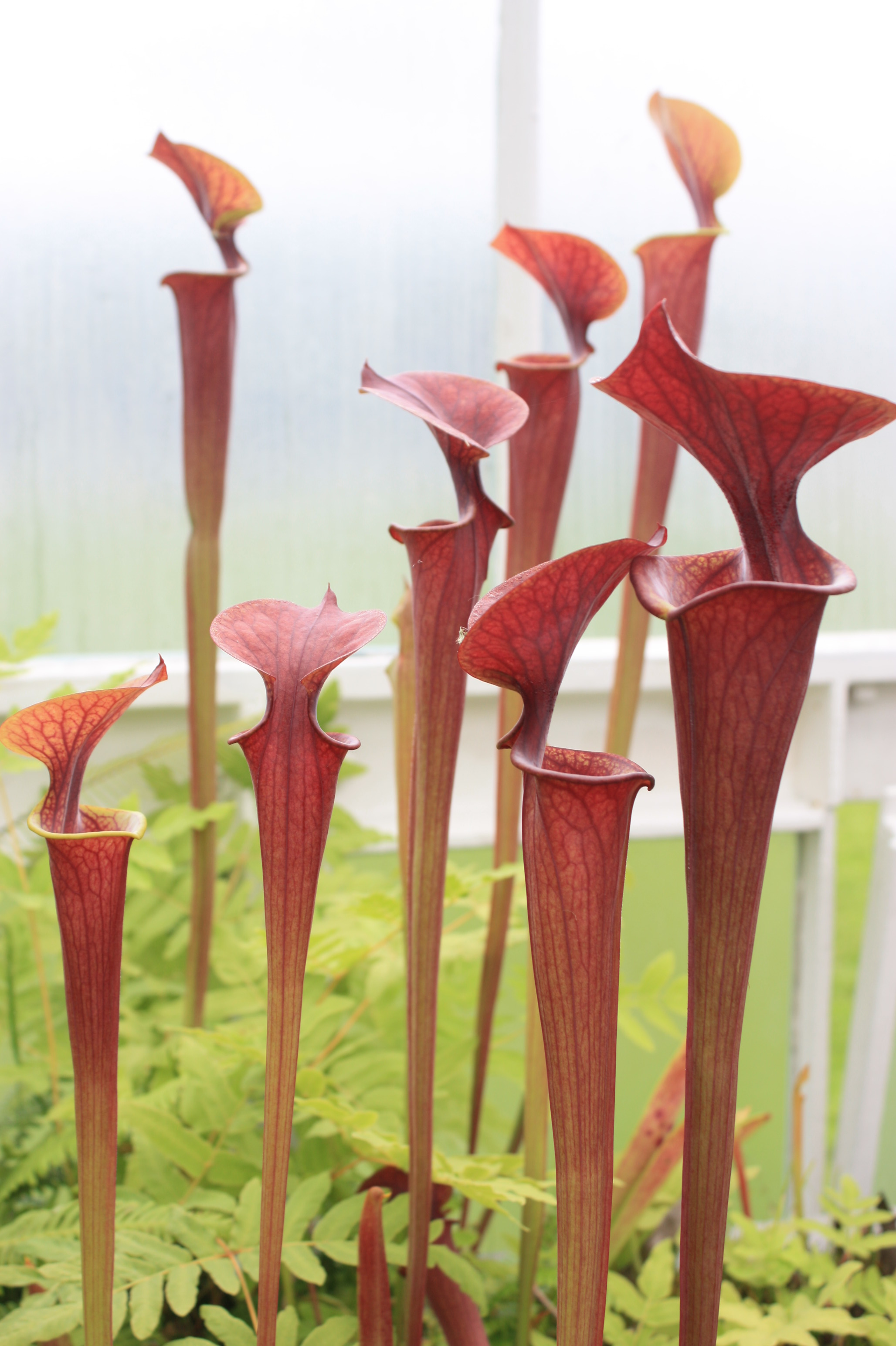
نوعی کوزه‌شیپوری زرد به رنگ سرخ